# Das Jüngste Gericht (Hans Memling)

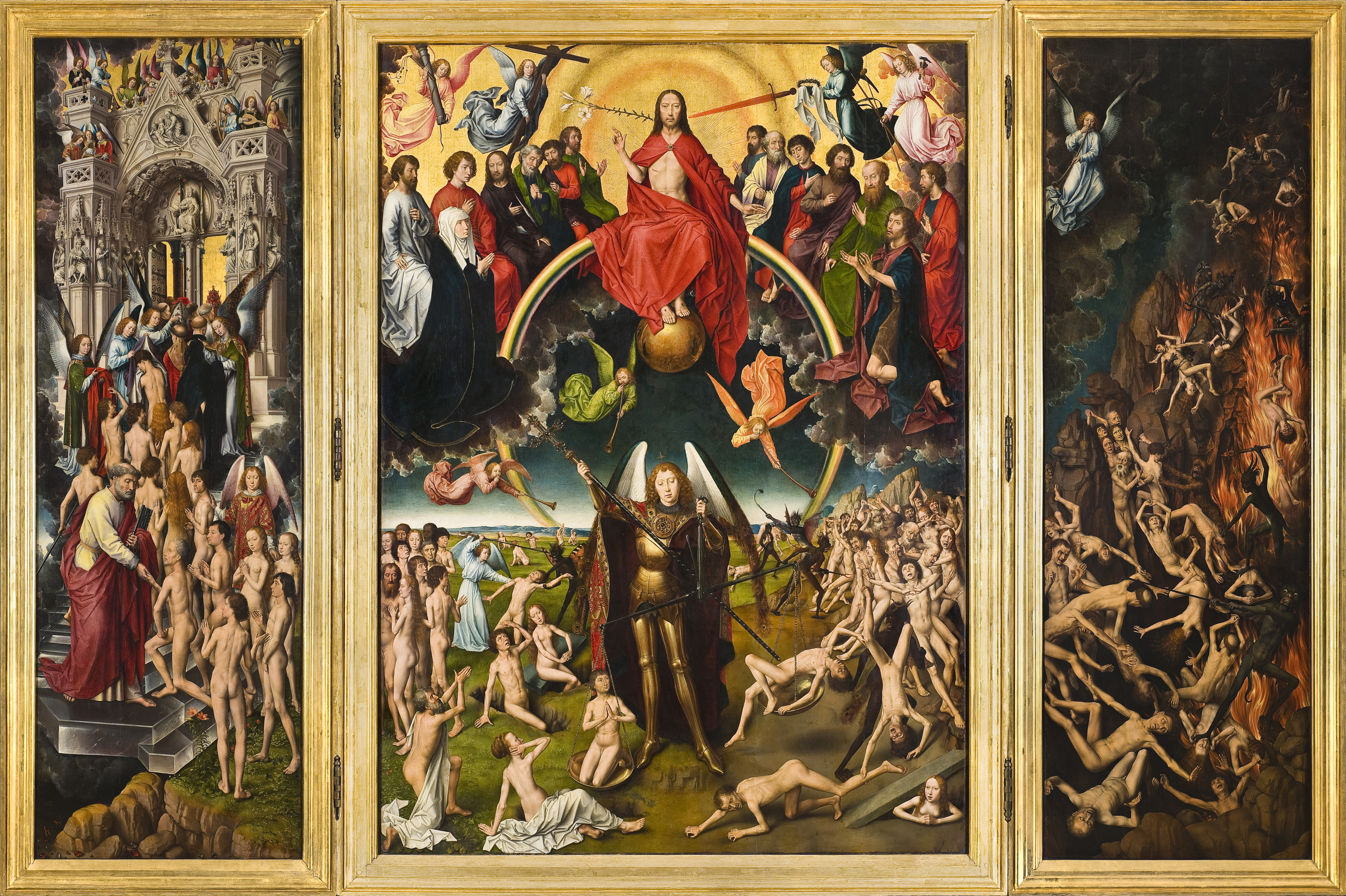
Mitteltafel mit der Auferstehung der Toten und der Seelenwägung; linke Tafel: die Geretteten auf ihrem Weg ins Himmlische Jerusalem; rechte Tafel: die Verdammten in der Hölle

Das Jüngste Gericht, auch Triptychon des Weltgerichts, ist ein Triptychon von Hans Memling. 
Das Bildthema ist der Offenbarung des Johannes entnommen.
Dargestellt sind der Weltenrichter am Tag des Jüngsten Gerichts, die Auferstehung der Toten am Jüngsten Tag, die Seelenwägung durch den Erzengel Michael und der Einzug der Geretteten in das Himmlische Jerusalem (Paradies) sowie der Gang der Verdammten in die Hölle. Auf den Außentafeln sind im geschlossenen Zustand des Flügelaltars die Stifterporträts zu sehen. Wahrscheinlich wurden die beiden Flügel an Sonn- und Feiertagen aufgeklappt und gaben so den Blick auf die drei Mitteltafeln frei.

## Daten
Die Mitteltafel des mit Öl und Tempera auf Holz gemalten Altarbildes ist 242 × 180 cm groß, die beiden Flügel messen je 242 × 90 cm. Das Gemälde entstand wahrscheinlich in den Jahren 1467 bis 1471. Das Original befindet sich im Nationalmuseum Danzig und eine dem in Danzig schaffenden Maler, Konservator und Kurator des Danziger Stadtmuseums (heutiges Nationalmuseum) Louis Friedrich Sy zugeschriebene Kopie in der Marienkirche in Danzig. 

## Beschreibung
Auf der Mitteltafel sieht man Jesus als Weltenrichter sitzend auf einem Regenbogen (Offb 4,3 ). Lilie und Schwert befinden sich links und rechts seines Mundes und bezeichnen die Seiten der Erlösten und der Verdammten. An seiner rechten Seite kniet Maria, an seiner linken Seite Johannes der Täufer mit einem rotgefütterten schwarzen Mantel über seinem Fellgewand. Im Halbkreis sind die zwölf Apostel angeordnet. Unter Jesus steht der Erzengel Michael, gewappnet in einen Harnisch, als Seelenwäger. Das Schicksal der Verdammten ist auf der rechten Tafel dargestellt. Von Teufeln ergriffen werden sie in die Hölle gezogen. Auf der linken Seite ist die Aufnahme der Glückseligen ins Paradies (Himmlisches Jerusalem) zu sehen; sie werden von Petrus begrüßt und anschließend neu eingekleidet.
Auf den Rückseiten der beiden Flügel ist der Erzengel Michael beim Kampf gegen einen am Boden liegenden Lindwurm (Teufel) und eine gekrönte Madonna mit dem Jesusknaben dargestellt. Beide Figuren stehen auf Podesten und sind in Grisaille-Technik ausgeführt. In der unteren Zone der beiden Seitenflügel ist das schwarz und rot gekleidete Stifterpaar, Angelo di Jacopo Tani, Vertreter des Bankhauses der Medici in Brügge, und seine Frau Caterina di Franceso Tangeli, jeweils mit ihren Wappen dargestellt.

## Der Weg nach Danzig
Das Triptychon wurde um 1467 für die Michaelskapelle der Badia Fiesolana, die von den Medici in Fiesole gestiftet worden war, von Angelo di Jacopo Tani (1415–1482) in Brügge in Auftrag gegeben. Tani war von 1455 bis 1465 Geschäftsführer der Medici-Bank in Brügge. Das Schiff, mit dem das Bild im Jahr 1473 nach Florenz gebracht werden sollte, wurde jedoch kurz nach dem Auslaufen von der Peter von Danzig, einem Schiff der Hanse unter dem Kommando des Danziger Kaperfahrers Paul Beneke, gekapert. Ein Teil der Prise, darunter auch das Gemälde, wurde nach Danzig gebracht. Es wurde von Reinhold Niederhoff, dem damaligen Bürgermeister von Danzig, der dortigen Marienkirche geschenkt, wenngleich sich der rechtmäßige florentinische Eigentümer, Tommaso Portinari, um Rückgabe bemühte. Trotz Intervention Karls des Kühnen, des damaligen Herzogs von Burgund, und von Papst Sixtus IV. behielt man die Beute in Danzig. Allerdings leistete die Stadt Brügge eine Schadenersatzzahlung an Tommaso Portinari.